# Casa de Murat
A Casa de Murat é uma família nobre francesa que teve como fundador Joaquim Murat, marechal e almirante do Primeiro Império Francês.
Príncipes Murat:
- Joaquim, 1.º Príncipe Murat (1767–1815) Rei de Nápoles, Grão-Duque de Berg
- Aquiles, 2.º Príncipe Murat (1801–1847);
- Luciano, 3.º Príncipe Murat (1803–1878);
- Joaquim, 4.º Príncipe Murat (1834–1901);
- Joaquim, 5.º Príncipe Murat (1856–1932);
- Joaquim, 6.º Príncipe Murat (1885–1938);
- Joaquim, 7.º Príncipe Murat (1920–1938);
- Joaquim, 8.º Príncipe Murat (nascido em 1944).